# بوب سيجر (مغني)
بوب سيجر (بالإنجليزية: Bob Seger) مغني وكاتب أغاني وموسيقي أمريكي. بصفته فنانًا ناجحًا محليًا في منطقة ديترويت، قام بأداء وتسجيل أغانيه تحت أسماء مثل (بوب سيجر وآخر ما سمع Bob Seger and the Last Heard) و (نظام بوب سيجر Bob Seger System) طوال فترة الستينيات، حيث اخترق ألبومه الأول «المقامر المتجول Ramblin' Gamblin' Man» (الذي شمل أغنية بنفس الاسم كانت أولى أغانيه التي حققت نجاحًا كبيرًا على المستوى الوطني) في عام 1968. بحلول أوائل السبعينيات، كان قد ألغى «نظام بوب سيجر» من تسجيلاته واستمر في السعي لتحقيق نجاح أوسع مع مصاحبة فرق موسيقية أخرى. في عام 1973، قام بتكوين فريق سيلفر بوليت Silver Bullet Band مع مجموعة من الموسيقيين في منطقة ديترويت، والذين حقق معهم أكثر نجاحًا على المستوى الوطني مع ألبوم «الطلقة الحية Live Bullet» عام 1976، والذي تم تسجيله على الهواء مباشرة مع فرقة السيلفر بوليت.

## أشهر أعماله ومسيرته
يقدم بوب سيجر موسيقى من جذور الروك بصوت كلاسيكي خشن وقوي، واشتهر بكتابة وتسجيل الأغاني التي تتناول الحب، والنساء، وموضوعات ذوي الياقات الزرقاء، وهو مثال لفنان موسيقى الروك في قلب المدينة. لقد سجل العديد من الأغاني الناجحة، بما في ذلك:
حركات ليلية Night Moves
اقلب الصفحة Turn the Page
ما زال كما هو Still the Same
لدينا الليلة We've Got Tonight
ضد الريح Against the Wind
سوف ترافقني You'll Accomp'ny Me
ليالي هوليوود Hollywood Nights
عار على القمر Shame on the Moon
مثل صخرة Like a Rock
الابتعاد Shakedown
كما شارك في كتابة أغنية فريق الإيجلز Eagles«ألم قلب الليلة Heartache Tonight» التي أحتلت المركز الأول، كما تم اختيار أغنيته «أولد تايم روك آند رول Old Time Rock and Roll» كإحدى أغاني القرن في عام 2001.
امتد نشاط سيجر ومسيرته المهنية لستة عقود، باع أكثر من 75 مليون أسطوانة في جميع أنحاء العالم، مما جعله أحد أكثر الفنانين تحقيقًا للمبيعات في العالم على الإطلاق. دخل سيجر قاعة مشاهير الروك آند رول في عام 2004 وقاعة مشاهير كتاب الأغاني في عام 2012.  تُوج بوب سيجر بجائزة أسطورة الأداء الحي للبيلبورد لعام 2015 في المؤتمر السنوي الثاني عشر لجولة بيلبورد الذي عقد في 18-19 نوفمبر في فندق روزفلت في نيويورك. أعلن بوب سيجر عن جولة وداعه في سبتمبر 2018.

## بوب سيجر والسياسة
من الناحية السياسية، وصف سيجر نفسه بأنه وسطي، ودعم الديموقراطية هيلاري كلينتون في الانتخابات الرئاسية 2016. وفقًا لبريان ماكولوم من صحيفة ديترويت فري برس، تناول سيجر موضوعات مناهضة للمؤسسية في الأغاني المبكرة، وتناول موضوعات مثل عنف السلاح، وكتب مقالة تحت عنوان «إنه عالمك» حول تغير المناخ، وقال: «هناك الكثير من المذنبين في تغير المناخ، والجميع مسؤول، بمن فيهم أنا. لا أحد يحصل على تصريح مجاني لهذا. علينا تغيير أساليبنا وتغييرها بسرعة».
اعتبر سيجر ان الرئيس باراك أوباما رئيسه المفضل في حياته، التقى به في مركز كينيدي للتكريم لعام 2016، وقدم شكره للرئيس على «حكمته وكرامته».

## وصلات خارجية
http://www.bobseger.com/news/oakland-press-bob-seger-remembers-alto-reed-his-bold-and-brave-bandmate-and-friend بوب سيجر (مغني)
https://www.imdb.com/name/nm1169432/ بوب سيجر (مغني)
https://www.allmusic.com/artist/bob-seger-mn0000072041/biography بوب سيجر (مغني)
https://open.spotify.com/artist/485uL27bPomh29R4JmQehQ بوب سيجر (مغني)